# Rainbach (Main)
Der Rainbach ist ein knapp 3 km langer, linker und südlicher Zufluss des Mains im baden-württembergischen Main-Tauber-Kreis.

## Verlauf
Der Rainbach entspringt am nordöstlichen Rand der  Wertheimer Hochfläche auf einer Höhe von 331 m ü. NHN. Die intermittierende Quelle liegt zwischen dem Ortsteil Ödengesäß des Wertheimer Stadtteils Nassig  und dem Ortsteil Neuhof des Wertheimer Stadtteils Vockenrot  in einer landwirtschaftlich genutzten Zone am Westrand des Kolbenholzer Waldes.
Der Bach fließt zunächst gut 300 m in nördlicher Richtung durch den Mischwald und speist dann zwei kleine Seen. Er zwängt sich danach durch ein enges Tal zwischen den Waldgewannen Buchrain links und Kolbenhain rechts und wird gut einen Kilometer bachabwärts auf seiner linken Seite von einem Waldbächlein gestärkt. Nach weiterhin nördlichen Lauf durch das Waldgewann Klingenschlag erreicht er gut 800 m später den Südrand von Grünenwört.
Er passiert die Ortschaft unterirdisch verrohrt, quert noch die L 2310 und mündet schließlich nördlich des Ortes etwas unterhalb von Main-Kilometer 150  auf einer Höhe von 133,8 m ü. NHN von links in den aus dem Nordnordosten kommenden Main.